# Violence Unimagined
Violence Unimagined är det amerikanska death metal-bandet Cannibal Corpses femtonde studioalbum, utgivet den 16 april 2021 på etiketten Metal Blade Records.

## Låtlista
| Nr           | Titel                   | Längd |
| ------------ | ----------------------- | ----- |
| 1.           | Murderous Rampage       | 4:07  |
| 2.           | Necrogenic Resurrection | 3:06  |
| 3.           | Inhumane Harvest        | 4:32  |
| 4.           | Condemnation Contagion  | 4:17  |
| 5.           | Surround, Kill, Devour  | 4:10  |
| 6.           | Ritual Annihilation     | 3:48  |
| 7.           | Follow the Blood        | 4:39  |
| 8.           | Bound and Burned        | 4:04  |
| 9.           | Slowly Sawn             | 3:30  |
| 10.          | Overtorture             | 2:28  |
| 11.          | Cerements of the Flayed | 4:07  |
| Total längd: | Total längd:            | 42:48 |

## Medverkande
Musiker
- George "Corpsegrinder" Fisher – sång
- Erik Rutan – sologitarr
- Rob Barrett – kompgitarr
- Alex Webster – basgitarr
- Paul Mazurkiewicz – trummor

Produktion
- Erik Rutan – producent
- Vincent Locke – omslagskonst